# Ruchama
Ruchama (hebr. רוחמה; pol. Współczucie) – kibuc położony w Samorządzie Regionu Sza’ar ha-Negew, w Dystrykcie Południowym, w Izraelu. Członek Ruchu Kibuców (Ha-Tenu’a ha-Kibbucit).

## Położenie
Leży na stoku rozległego wzgórza położonego w północno-zachodniej części pustyni Negew, w odległości 23 kilometrów od Morza Śródziemnego. Na północ od wzgórza znajduje się wadi strumienia Ruchama, a na południu jest wadi strumienia Buta. Na południowy zachód od kibucu znajduje się kompleks leśny Ja'ar Ruchama i rezerwat przyrody Giwat Ruchama.
W jego otoczeniu znajduje się kibuce Bet Kama i Dorot, moszawy Sede Cewi, Kelachim, Nir Akiwa, Nir Mosze i Telamim.

## Demografia
Liczba mieszkańców Ruchama:

## Historia
W 1911 grupa żydowskich działaczy ruchu syjonistycznego z Rosji, zakupiła od miejscowych Arabów około 5 tys. hektarów pustynnej ziemi w tej okolicy. Następnie zatrudniono agronoma Cvi Hirszfelda z Riszon le-Cijjon, który założył gospodarstwo rolne o nazwie Ruchama. W pierwszej kolejności wykopano studnię, a następnie żydowscy robotnicy rozpoczęli uprawę okolicznych pól. Podczas I wojny światowej gospodarstwo zostało zniszczone i porzucone.
W latach 20. XX wieku podjęto dwie nieudane próby odbudowy gospodarstwa Ruchama. W końcu ziemię odkupił Żydowski Fundusz Narodowy. W 1936 do Mandatu Palestyny przyjechała grupa żydowskich imigrantów z Polski i Rumunii. Byli to członkowie syjonistycznej organizacji młodzieżowej Ha-Szomer Ha-Cair, którzy utworzyli brygadę robotniczą o nazwie „Kibbutz Ariel”. Przez jakiś czas mieszkali w Kirjat Haim (obecnie dzielnica miasta Hajfa) i pracowali w porcie Hajfy. W 1943 złożono im propozycję utworzenia kibucu na miejscu opuszczonego gospodarstwa rolnego Ruchama. Jeszcze tego samego roku grupa składająca się z sześciu mężczyzn i jednej kobiety przyjechała w to miejsce. Cały teren został ogrodzony i rozpoczęto prace porządkowe. W marcu 1944 w kibucu na stałe zamieszkali pierwsi mieszkańcy.
W 1946 do kibucu dotarła kolejna grupa imigrantów z Polski. W 1947 przybyła grupa młodych ludzi, którzy podczas II wojny światowej ukrywali się w Szwajcarii. W dniu 28 sierpnia 1947 brytyjska policja mandatowa wkroczyła do kibuców Ruchama i Dorot. Przez pięć kolejnych dni policjanci bezskutecznie poszukiwali ukrytej broni żydowskich organizacji paramilitarnych. Podczas I wojny izraelsko-arabskiej w maju 1948 kibuc został odcięty przez wojska egipskie i do końca wojny znajdował się w całkowitej izolacji. Ruchama znajdował się w ważnej strategicznie pozycji, blokując egipskie linie komunikacyjne. Z tego powodu kibuc był kilkakrotnie ostrzeliwany i bombardowany z powietrza. W trakcie jednego z nalotów obrońcy zestrzelili egipski samolot. W osadzie utworzono warsztaty mechaniczne oraz szpital polowy. W dniu 19 sierpnia 1948 na południowy wschód od kibucu wytyczono lokalizację tymczasowego pasa startowego dla samolotów. Został on nazwany Avak 1. W ciągu następnych trzech dni wyrównano teren i przygotowano pas startowy o długości 1 122 metrów i szerokości 35 metrów. W dniach od 23 sierpnia do 21 października lądowały tutaj samoloty transportowe, przewożąc w ramach operacji Awak żywność, paliwo, zaopatrzenie, żołnierzy, uzbrojenie i amunicję dla żydowskiej enklawy na pustyni Negew. Operacja Awak była prowadzona do 21 października, kiedy to podczas operacji Jo’aw (15-22 października) zniesiono blokadę żydowskich osiedli na pustyni Negew i przywrócono komunikację lądową.
Po wojnie nastąpił okres szybkiego rozwoju kibucu. W latach 1949–1950 przybyły dwie grupy imigrantów z Włoch. Kibuc był bardzo popularny wśród członków młodzieżowego ruchu Ha-Szomer Ha-Cair, ale osiedlali się tutaj także ludzie dorośli. W latach 90. XX wieku kibuc znalazł się w kryzysie finansowym. Jego zadłużenie w bankach w 1997 wynosiło 100 milionów NIS. W 1998 kibuc znajdował się na krawędzi bankructwa. Podjęto wówczas decyzję o zleceniu zewnętrznego zarządzania sprawami ekonomicznymi kibucu. W następnych latach wdrożono kilka planów restrukturyzacyjnych i oszczędnościowych, dzięki czemu odzyskano stabilizację gospodarczą. W 2002 przeprowadzono prywatyzację. Obecnie kibuc rozwija się i posiada nowo wybudowane osiedle mieszkaniowe Maoz Achuzat Dani'el (hebr. אחוזת מעוז - דניאל), w którym znajdują się prywatne domy

### Nazwa
Nazwa kibucu została zaczerpnięta z Księgi Jozuego, od hebrajskiego słowa „rachmanut” oznaczającego „współczucie”.

## Kultura i sport
W kibucu znajduje się ośrodek kultury, biblioteka i amfiteatr pod gołym niebem. Z obiektów sportowych jest basen kąpielowy, centrum odnowy biologicznej, boisko do piłki nożnej.

## Edukacja
Kibuc utrzymuje przedszkole.

## Turystyka
Na południowy zachód od kibucu znajduje się kompleks leśny Ja'ar Ruchama i rezerwat przyrody Giwat Ruchama, które są popularnym celem wycieczek. Kibuc jest pionierem wykopalisk archeologicznych prowadzonych w tym regionie. Odkrycia są zaprezentowane w regionalnym muzeum archeologicznym. Można tu podziwiać mozaiki pochodzące z okresu bizantyjskiego.

## Religia
W osadzie znajduje się synagoga.

## Gospodarka
Lokalna gospodarka opiera się na rolnictwie, chociaż część członków kibucu utrzymuje się z pracy w innych miejscach. Uprawy rolnicze obejmują zboża, warzywa i cytrusy. Dodatkowo hoduje się drób.
W kibucu działa zakład produkujący różnorodne szczotki – KR Brush Industries. Jest tu także pracownia ceramiki.

## Infrastruktura
W kibucu znajduje się przychodnia zdrowia i sklep wielobranżowy. Jest tu także centrum opieki nad pacjentami w podeszłym wieku.

## Komunikacja
Z kibucu wyjeżdża się na południe na drogę nr 334, którą jadąc na południowy wschód dojeżdża się do drogi nr 293, kibucu Bet Kama i drogi ekspresowej nr 40 (Kefar Sawa–Ketura). Natomiast jadąc drogą nr 334 na zachód dojeżdża się do kibucu Dorot, a następnie do miasta Sederot.